# Cheikh Anta Diop
Cheikh Anta Diop   (Thieytou, 29 de desembre de 1923 - Dakar, 7 de febrer de 1986) (wòlof: Seex Anta Jóob) fou un historiador i antropòleg senegalès que estudià els orígens de la raça humana i la cultura africana precolonial. Ha estat considerat un dels més grans historiadors africans del segle xx. La seva perspectiva afrocèntrica per construir un coneixement més divers i anticolonial, va fer que alguns dels seus treballs fossin criticats i titllats de «revisionistes» i el no fer servir cap mètode científic o històric li va valer l'apel·latiu de «pseudohistoriador».

## Biografia
L'educació de Diop inclogué història africana, egiptologia, lingüística, antropologia, economia i sociologia. Els seus primers passos acadèmics els donà a una escola tradicional islàmica. Amb 23 anys se n'anà a París el 1946 per a convertir-se en físic. Hi romangué 15 anys, estudiant física sota la direcció de Fréderic Joliot-Curie, gendre de Marie Curie, arribant a traduir parts de la Teoria de la relativitat d'Albert Einstein al seu idioma nadiu, el wòlof. Són anys en els quals la lluita per les independències africanes es comencen a forjar també des de la diàspora: dels 54 estats africans d'avui en dia, només Etiòpia i Libèria eren sobirans en acabar la Segona Guerra Mundial.
Sota el títol de Nations nègres et culture, l'any 1954 Diop publicà la seva obra de referència. S'hi disposa a «desfossilitzar la història d’Àfrica» i situar Àfrica com un motor més de la construcció del món global en el qual vivim, que des de temps pretèrits es construïa d'una manera molt més interactiva i plural de la que Europa ha imaginat. Una història que, segons ell, fins aleshores havia estat inerta, empresonada als documents i que havia de ser un instrument bàsic per les futures generacions d'investigadores africanes per a deixar enrere la idea de l'estancament perpetu. Actualment, la Universitat de Dakar duu el seu nom.